# Uranoscopus fuscomaculatus
Uranoscopus fuscomaculatus és una espècie de peix pertanyent a la família dels uranoscòpids.

## Descripció
- Pot arribar a fer 30 cm de llargària màxima.[4][5]

## Hàbitat
És un peix marí, demersal i de clima tropical.

## Distribució geogràfica
Es troba a Jordània.

## Observacions
És inofensiu per als humans.